# August Friedrich Moser
August Friedrich Moser (getauft am 19. Oktober 1746 in Eutin; † 14. März 1810 ebenda) war ein deutscher Bildhauer und Stuckateur.

## Leben und Wirken
August Friedrich Moser war ein Sohn des Bildhauers Johann Georg Moser (* 1713/14) und dessen erster Ehefrau Catharina Maria Schlichting. Seine Mutter starb zwei Jahre nach seiner Geburt. Aus der zweiten Ehe des Vaters stammten vier Schwestern und vier Brüder, mit denen er aufwuchs. Zu seinen Brüdern gehörten die Bildhauer Jacob Friedrich (getauft am 22. April 1752 in Eutin), der Architekt Johann Georg und Peter Rudolph (getauft am 19. November 1763 in Eutin). Auch der vierte Bruder lernte, wie er selbst, das Bildhauerhandwerk in der väterlichen Werkstatt, die sich in dessen Wohnhaus befand.
Im September 1773 stellte Mosers Vater den Antrag, seinem Sohn einen Pass auszustellen, damit dieser sich in Berlin als Bildhauer fortbilden könne. 1779 bekam August Friedrich Moser unter dem Namen „Johann Friedrich Moser“ als Kolonist das Bürgerrecht. Der falsche Name war wahrscheinlich bereits irrtümlich im Pass aufgeführt. Beim Tod seines Vaters 1780 konnte er dessen Eutiner Bildhaueramt nicht sofort weiterführen. Dies übernahm stattdessen übergangsweise einer der Brüder. Als Haupterbe, gemeinsam mit seiner Stiefmutter, beendete er die Tätigkeit in Berlin und kehrte 1780 nach Eutin zurück. Seine Berliner Stelle übernahm wohl sein Bruder Johann Georg.
In der Nachfolge seines Vaters bekam Moser ab 1781 als Hofbildhauer regelmäßige Zahlungen des Eutiner Hofes, um die vorhandenen Skulpturen im Eutiner Schloss und dessen Garten instand zu halten. Dabei reduzierte der Hof das Entgelt im Vergleich zu den Beträgen, die sie seinem Vater gezahlt hatten. Da nun das Salär des Vaters fehlte, hatte die Hofbildhauerschaft finanzielle Probleme. Moser gestaltete im Französischen Garten des Schlosses mehrere Vasen, Kapitellen aus Sandstein und 1784 im Bereich der Wasserkunst eine große Treppenanlage, die zu einer Futtermauergrotte führte. Außerdem übernahm er Reparaturarbeiten Als 1787 der Französische Garten aufgelöst wurde, fehlte jegliche der Hofbildhauerschaft jegliche finanzielle Basis. Moser stellte im Folgejahr erfolglos einen Antrag für ein Jahresgehalt.
Im Eutiner Schloss übernahm Moser einige kleinere Stuckaturarbeiten und erstellte mehrere geschnitzte Spiegelrahmen inklusive Trumeau und weitere Möbel. Gemeinsam mit dem Hofbaumeister Peter Richter übernahm er 1781 Stuckaturarbeiten in den Sitzungszimmern des neuen Kollegienhauses. Für die Fassade schuf er den Frontonstein, der das Wappen des Fürstbischofs trug. 1784 ersetzte er den Frontonstein des Kavallierhauses. Beide Gebäude wurden bei einer Neugestaltung des Schlossvorplatzes während des 19. Jahrhunderts vernichtet.
Erhalten geblieben sind hingegen seine Arbeiten am Witwenpalais, für das er alle skulpturalen Elemente schuf. Heute existiert davon noch der Frontonstein mit fürstbischöflichem Wappen und mehrere Deckenstuckaturen.
Nach dem Tod der Herzoginwitwe Ulrike Friederike Wilhelmine im Jahr 1787 sollten sie und ihr Mann Friedrich August in der Neuen fürstbischöflichen Grabkapelle im Dom zu Lübeck beigesetzt werden. Peter Friedrich Ludwig bestellte hierfür zwei Marmorsärge. Der erste Sarg entstand nach Plänen von Peter Richter in einer Werkstatt in Blankenburg. Da die Arbeit nicht gefiel, arbeitete Moser diese nach und meißelte die Inschrift ein. 1792 fertigte er den ganzen zweiten Sarkophag. Bei der Anlieferung des Marmors musste er unerwartet Zollgebühren zahlen und stritt darüber mit Peter Friedrich Ludwig. Dies könnte der Grund gewesen sein, warum er sich später mit ihm überwarf.
1791 arbeitete Moser als Steinmetz am neuen Rathaus von Eutin. 1791/92 gestaltete er aus Tuffstein die Wasserfälle des neuen Englischen Gartens der Residenz. 1793/94 mehrere Verzierungen des dortigen „Webertempels“ nach Plänen von Christian Frederik Hansen. 1795 erhielt er vom Eutiner Hof Steine, aus denen er Säulen für den Monopteros (Sonnentempel) anfertigen sollte. Außerdem erhielt er den Auftrag, Modelle von Stierschädeln und Opferschalen für den Metopenfries zu gestalten. Nachdem er fünf Säulen fertiggestellt hatte, bezweifelte Peter Friedrich Ludwig, dass der Vertrag, der nicht schriftlich vereinbart worden war, rechtmäßig sei. Peter Richter urteilte als Gutachter, dass die Kosten angemessen seien, was der Herzog jedoch anders sah. Daher entband er Moser von allen weiteren Arbeiten und gab Anweisung, dass er keine weiteren Aufträge des Hofes erhalten sollte.
Moser musste nun ein neues Geschäftsmodell finden. Er übernahm von der Stadt Eutin in Kommission den Auftrag, die allgemeinen Weiden aufzuteilen (Verkoppelung). Die Vermessungen, Entwässerungen, Anlage von Wegen und Brücken und Umzäunungen dauerten von 1796 bis 1808. Da er dabei viel transportieren musste, schaffte sich Moser ein eigenes Gefährt an. Daraus entstanden die Moserschen Fuhrgeschäfte, die heute noch existieren.
Kunsthistoriker schrieben Mosers Werke oft seinem Sohn zu. Geklärt ist, dass nicht sein Sohn, sondern Moser selbst die Bildhauereien der Peter-Pauls-Kirche in Hohenwestedt, der Kanzel in Grömitz und am Sarkophag von Friedrich Gabriel Muhlius in der Bordesholmer Stiftkirche schuf. Die Kanzel und den Altar von Oldenburg gestalteten jedoch weder Vater noch Sohn Moser. Aufgrund der Entstehungszeit könnte er um 1790 das Portal des Herrenhaus Rundhof in Angeln geschaffen haben.
1795 schuf Moser nachweislich die ionischen Kapitelle der Pilaster sowie vier korinthische Säulen für das große Speisezimmer, das sich im Obergeschoss von Gut Emkendorf befindet. Als bedeutende Werke außerhalb Eutins gelten Arbeiten am Herrenhaus Schierensee für Caspar von Saldern. Hierfür schnitzte er von 1780 bis 1782 beispielsweise Spiegelrahmen, Trumeaux und Supraporte, erstellte Stuckaturen für den Katharinensaal, mehrere Kabinette und Salons.
Moser arbeitete immer im Stil des Louis-seize.

## Familie
Am 12. Mai 1787 heiratete Moser in Neukirchen Anna Catharina Margaretha Sohtmann (getauft am 12. Oktober 1764 in Eutin; † 6. April 1793 ebenda). Sie war eine Tochter des Eutiner fürstbischöflichen Lakaien Reimer Sohtmann und dessen erster Ehefrau Anna Elisabeth Stahl, die 1773 starb.
Am 12. November 1793 heiratete Moser in zweiter Ehe Maria Margaretha Schröder (getauft am 5. August 1772 in Eutin; † 14. Februar 1848 ebenda). Sie war eine Tochter des Bäckeramtsmeisters und Ratsverwandten in Eutin Hans Hinrich Schröder († 1814) und dessen erster Ehefrau Christina Elisabeth Orth (1740–1780) aus Malente.
Aus Mosers erster Ehe stammten zwei Söhne, aus der zweiten Ehe drei weitere.